# Bernard Philippe Groslier
Bernard Philippe Groslier (Phnom Penh, 10 maggio 1926 – Parigi, 29 maggio 1986) è stato un archeologo e funzionario francese, ultimo sovrintendente francese di Angkor.

## Biografia
Nacque in Cambogia da genitori francesi: il padre era George Groslier, pittore, architetto e storico dell'arte, fondatore dell'École des Arts Cambodgiens e ideatore del Museo nazionale di Cambogia. Compiuti gli studi secondari in Francia, studiò storia alla Sorbona, archeologia all'École du Louvre, etnologia all'EPHE e lingua khmer presso l'École des langues orientales. A quei tempi aveva già avuto esperienze archeologiche sul campo, presso gli scavi di Gergovia, e compiuto viaggi con intenti di esplorazione etnografica nel Sud-est asiatico.
Venne assunto come tirocinante presso il CNRS nel 1950 e nel 1951 divenne membro dell'EFEO, due istituzioni all'interno delle quali si sarebbe svolta la sua intera carriera.
Nominato curatore dell'attuale Museo Storico di Ho Chi Minh City (allora Musée Blanchard de la Brosse), intraprese numerose missioni di ricognizione aerea sulla Cambogia e sul delta del Mekong, a quel tempo zone rese pericolose dai conflitti in corso. Non si limitò alla frequentazione dell'ormai ex-Indocina francese, compresi gli scavi del Palazzo Reale ad Angkor Thom, ma prese parte come ricercatore effettivo del CNRS (dal 1955) a scavi in Cirenaica e ad Argo, in Grecia, come pure a missioni di studio dell'arte dell'epoca Pallava nell'India meridionale nel 1957 e dell'arte Champa nel 1958.
Nel frattempo diede alle stampe due opere di carattere divulgativo sulla civiltà di Angkor, Angkor, hommes et pierres e Angkor, Art et civilisation, seguite qualche anno più tardi da opere, anch'esse rivolte ai non addetti ai lavori, sulla storia delle civiltà e dell'arte del Sud-est asiatico, Indochine. Carrefour des Arts e Indochine.
Iniziò a risiedere a Siem Reap per seguire come direttore dell'EFEO le ricerche archeologiche presso Roluos e nel 1959, esprimendo un carisma e un dinamismo non comuni in uno studioso. Rilevò il ruolo di Sovrintendente di Angkor, attorniandosi di specialisti per riprendere l'attività di studio, conservazione e restauro del sito, quasi azzerata dopo la Seconda Guerra Mondiale. Grazie anche ai nuovi mezzi tecnici disponibili, lanciò una grande campagna di "ricostruzioni" secondo l'anastilosi e scavi. In particolare riprese i lavori di Jean Laur sul Baphuon, proponendosi di risolvere l'intricato puzzle della ricostruzione del grande tempio (che tanto aveva colpito il viaggiatore cinese Zhou Daguan), ridotto praticamente a un cumulo di macerie, sul Prasat Kravan, sulle vie lastricate di Angkor Thom, in Angkor Wat, sulla Terrazza del Re Lebbroso (fu su sua iniziativa che nel 1969 la statua del Re Lebbroso venne trasportata a Phnom Penh per salvaguardarla dai vandalismi) ed altri monumenti. Allo stesso tempo ampliò il raggio delle ricerche sulla civiltà Khmer, occupandosi del Preah Khan di Kompong Svay, di scavi archeologici nel sito preistorico di Memot (o Mimot), nella Provincia di Kampong Cham, di vari insediamenti Khmer in Thailandia (compreso il restauro del tempio di Phimai) e scavi presso lo Srah Srang, che portarono alla scoperta della prima necropoli Khmer, dove applicò il metodo Wheeler..
Dal 1970, a seguito della destituzione di Sihanouk e dello scoppio della guerra civile, l'attività presso Ankgor diminuì parecchio. Malgrado i combattimenti veri e propri tra truppe di Lon Nol e comunisti (fino agli Accordi di pace di Parigi del gennaio 1973 in prevalenza furono infatti vietnamiti, poi khmer rossi) fossero sporadici, la linea del fuoco correva infatti tra Siem Reap e le rovine di Angkor, circa 1 km a nord del Grand Hotel d'Angkor. Groslier e i suoi collaboratori più stretti erano costretti a varcarla ogni settimana per controllare i lavori, che ad esempio al Baphuon proseguirono con l'avallo vietnamita fino a gennaio 1972. Già dagli anni sessanta, conscio della situazione politica, aveva comunque provveduto a trasferire reperti danneggiabili in luoghi più sicuri e a proteggere con sacchetti di sabbia e cemento quanto non rimovibile. Inoltre vi era stato un sempre maggior interessamento di personale e studiosi cambogiani nelle attività di studio e restauro. Groslier, pur correndo gravi rischi personali, rimase a Siem Reap anche per garantire un lavoro alle centinaia di cambogiani impegnati nelle operazioni archeologiche. Nel gennaio 1974, dopo essere stato ferito da un giovane khmer, si risolse però a partire definitivamente per la Thailandia, perdendo tra gli altri documenti le mappe per la ricostruzione del Baphuon. Col suo avallo, un documento ufficiale del Ministero della Cultura nominò come successore il primo Conservatore di Angkor cambogiano: Pich Keo.
Dopo l'abbandono di Angkor, si dedicò a scavi in Malesia e Birmania e in diversi articoli affrontò il tema delle civiltà del Sud-est asiatico dal punto di vista del loro sviluppo economico, dal loro sorgere al loro declino. Nel 1976 divenne direttore del centro di ricerche archeologiche creato dal CNRS presso il parco tecnologico di Sophia-Antipolis a Valbonne, passando ad occuparsi di considerazioni di carattere più generale sull'archeologia, sui suoi metodi e sull'etica del restauro architettonico. 
Morì nel 1986, senza poter assistere al ritorno dell'EFEO ad Angkor alla fine del 1990.

## Angkor "città idraulica"
Per quanto Groslier si sia occupato di scavi archeologici in molte zone non solo dell'Asia e di tematiche tra le più disparate (compresa la datazione delle ceramiche cinesi), la sua opera è principalmente legata al Sud-est asiatico e al suo lavoro come ultimo Sovrintendente francese di Angkor, nel solco dei grandi studiosi che lo precedettero in tale ruolo: Jean Commaille, Henri Marchal, Georges Trouvè, Jacques Lagisquet e Maurice Glaize. In un famoso articolo del 1979, La cité hydraulique angkorienne: exploitation or surexploitation su sol?, nel solco della scuola francese già tracciato da alcuni studiosi precedenti, avanzò la tesi della funzione pratica, oltre che religiosa, dei baray e delle altre opere idrauliche. Secondo tale tesi, esse assunsero un'importanza fondamentale nel processo di centralizzazione del potere avvenuto sotto i regnanti Khmer e l'incapacità di mantenere tali opere pienamenti funzionanti, anche a causa dello sfruttamento eccessivo delle risorse, compreso il disboscamento delle colline circostanti che aumentò la sedimentazione nei baray e nei canali, segnò l'inevitabile declino dell'Impero Khmer. Tali argomentazioni vennero correlate alle controverse teorie dell'"imperialismo idraulico" di Karl August Wittfogel,
La tesi di Groslier fu fortemente contrastata negli anni Ottanta da diversi studiosi, da van Liere in avanti, che le opposero varie argomentazioni, sia di carattere tecnico (dalla mancanza di evidenze dell'esistenza di una rete di distribuzione effettiva dell'acqua a scopi irrigativi allo scarso peso che avrebbe comunque avuto in termini di incremento della popolazione sostenibile) che storico-politico (una carenza di centralizzazione del potere dovuta alle grandi famiglie di possessori terrieri che avrebbe impedito la realizzazione di grandi opere). Tuttavia a partire dagli anni Novanta i nuovi studi sulla zona di Angkor, compiuti con l'utilizzo dei nuovi mezzi a disposizione, quali i rilevamenti radar effettuati dallo space shuttle Endeavour, confermano il fondamento delle intuizioni di Groslier ed anzi portano a conclusioni stupefacenti circa l'area che costituiva effettivamente Angkor, ampliandola fino a 3000 km², con sistemi di dighe e canali che si estendevano ancora più lontano, verso le altre città Khmer. Elizabeth Moore sottolinea che (secondo la sua interpretazione dei dati disponibili) vi è una sostanziale continuità nei sistemi di gestione delle risorse idriche dall'epoca pre-Angkor.
Rimangono comunque attuali ipotesi differenti, che danno maggiore importanza a caratteristiche del terreno (quali la prossimità al livello del suolo della falda acquifera) piuttosto che all'efficacia delle opere irrigative khmer nello sviluppo agricolo che rese possibile Angkor.

## Opere principali
- (con J. Arthaud) Angkor, hommes et pierres. Parigi, Arthaud. 1956
- Angkor, Art et civilisation. New York/Washington. 1957
- Angkor et le Cambodge au XVIe siècle d'après les sources portugaises et espagnoles. Parigi, PUF (Annales du musée Guimet, Bibliothèque d'Étude, 63). 1958
- Indochine. Carrefour des Arts. Parigi, Albin Michel. 1961
- Etude sur Phimai pour sa reconstruction. Bangkok, Université de Silapakorn. 1962.
- Indochine. Ginevra, Nagel. 1966
- (con J. Dumarçay) Le Bayon. Histoire architecturale du temple, Inscriptions du Bayon. Parigi, EFEO (Mémoires archéologiques, 3). 1973
- Pour une géographie historique du Cambodge. Parigi, CNRS (Les Cahiers d'outre-mer). 1973
- Agriculture et religion dans l'empire angkorien. Parigi, EPHE (Études rurales). 1974
- La cité hydraulique angkorienne: exploitation ou surexploitation du sol?. BEFEO 66, 1979. pp. 161–202  Testo in PDF (ultimo accesso 11-08-2009) Archiviato il 24 settembre 2015 in Internet Archive.
- (edito da J. Dumarçay): Mélanges sur l'archéologie du Cambodge (1949-1986). Parigi, EFEO (Réimpressions, 10). 1998. ISBN 978-2-85539-563-0